# Jurski svijet: Teorija kaosa
Jurski svijet: Teorija kaosa (eng. Jurassic World: Chaos Theory) je američka znanstvenofantastična pustolovna animirana serija. Dio je franšize Jurskog svijeta, nastavak je animirane serije Mali junaci Jurskog svijeta.
Serije je kronološki smještena šest godina nakon događaja prethodne serije, kronološki se pripovijeda nakon događaja iz filma Jurski svijet: Pad kraljevstva (2018.) i prije događaja filma Jurski svijet: Carstvo (2022.), koji služi kao spin-off/midquel izvornog filmskog serijala.
JSerija je bjavljena 24. svibnja 2024. na Netflixu.

## Radnja
Šest godina nakon prethodne animirane serije, mladi članovi "Nublarske šestorke" ponovno se okupljaju i nađu u avanturi kako bi razotkrili zavjeru koja prijeti dinosaurima, čovječanstvu i otkrili istinu o tome što se doista dogodilo jednom od njih.

## Glasovna postava

### Glavni likovi
- Paul-Mikél Williams kao Darius Bowman
- Darren Barnet kao Kenji Kon
- Sean Giambrone kao Ben Pincus
- Kausar Mohammed kao Yasmina "Yaz" Fadoula
- Raini Rodriguez kao Sammy Gutierrez

### Sporedni likovi
- Kiersten Kelly kao Brooklynn
- Carmen Moore kao Ronnie
- Eugene Cordero kao Mateo
- Philip Anthony-Rodriguez kao Dudley Cabrera

### Gostujući likovi
- Benjamin Flores Jr. kao Brandon Bowman
- Steve Blum kao Carl
- Andrew Kishino kao Daniel Kon
- Luis Bermudez kao Bobby Nublar

## Pregled serije
| Sezona | Sezona | Epizode | Prva objava       | Prva objava       |
| ------ | ------ | ------- | ----------------- | ----------------- |
|        | 1.     | 10      | 24. svibnja 2024. | 24. svibnja 2024. |

### Prva sezona (2024.)
| Br. | Engleski i hrvatski naslov                  | Prikazivanje      |
| --- | ------------------------------------------- | ----------------- |
| 1.  | "Aftershock" / "Naknadni udar"              | 24. svibnja 2024. |
| 2.  | "Rest Stop" / "Odmorište"                   | 24. svibnja 2024. |
| 3.  | "Down on the Ranch" / "Na ranču"            | 24. svibnja 2024. |
| 4.  | "Brothers" / "Braća"                        | 24. svibnja 2024. |
| 5.  | "Halfway Home" / "Dom za bivše zatvorenike" | 24. svibnja 2024. |
| 6.  | "Free Fall" / "Slobodni pad"                | 24. svibnja 2024. |
| 7.  | "That Night" / "Te noći"                    | 24. svibnja 2024. |
| 8.  | "The Drop" / "Primopredaja"                 | 24. svibnja 2024. |
| 9.  | "Into the Fog" / "U maglu"                  | 24. svibnja 2024. |
| 10. | "The End of the Beginning" / "Kraj početka" | 24. svibnja 2024. |

## Produkcija
Na kraju produkcije serije Mali junaci Jurskog svijeta, rukovoditelji DreamWorks Animation Televisiona i Netflixa bili su zainteresirani za razvoj nastavka. Iako je voditelj Scott Kreamer u početku odbio ponudu, odlučio je raditi na drugoj seriji nakon što je s ko-showrunnerom Aaronom Hammersleyjem dobio "prvi pregled" filma Jurski svijet: Carstvo (2022.), koji ih je inspirirao da stvore izravan nastavak u kojem glume starije verzije glumačke ekipe nakon kasnijih filmova o Harryju Potteru. Nakon što su odlučili raditi na seriji, ponovno su se sastali s urednicom priče Bethany Armstrong Johnson kako bi osmislili priču za seriju.

## Vanjske poveznice
- Službena stranica
- Jurski svijet: Teorija kaosa u internetskoj bazi filmova IMDb-a